# 崎山蒼志
崎山蒼志（日语：／ Sakiyama Sōshi，2002年8月31日—）是日本男歌手。現為Sony Music Entertainment旗下藝人，經紀公司為Sony Music Artists。

## 外部連結
- 官方网站
- 崎山蒼志mobile site[]
- Sony Music Artists （页面存档备份，存于）
- 崎山蒼志的X（前Twitter）
- 崎山蒼志 staff的X（前Twitter）
- 崎山蒼志的Instagram帳戶
- YouTube上的崎山蒼志頻道